# 格拉纳迪利亚-德阿沃纳
格拉纳迪利亚-德阿沃纳（西班牙語：Granadilla de Abona），是西班牙加那利群岛圣克鲁斯-德特内里费省特内里费岛南部的一个市镇。总面积162.45平方公里，总人口48374人（{Spain metadata Wikidata|population_as_of}}年），人口密度300人/平方公里。
特内里费南部机场位于该市镇内。

## 地名
可能来自当地特有树木——加那利金丝桃（学名：Hypericum canariense）。则是西班牙葡萄酒产区名，加在后面以区分其它同名市镇。

## 生态
该市分布有众多鸟类，主要包括歐亞石鴴、金眶鸻、小短趾百灵、灰伯劳、紅隼、黃腳銀鷗。沿海地区候鸟众多，包括苍鹭、白鹭、黑腹滨鹬、剑鸻。内部山地分布有灰鶺鴒、赤胸朱顶雀、大斑啄木鸟、苍头燕雀、 雀鹰和普通鵟。
格拉纳迪利亚有3种加那利群岛特有物种：西加那利蜥蜴、加那利壁虎和加那利石龙子。

## 人口
| 格拉纳迪利亚-德阿沃纳  |
|                        |
| 来源：加那利群岛统计局 |

## 友好城市
- 古巴 南梅萊納[10]

## 图集

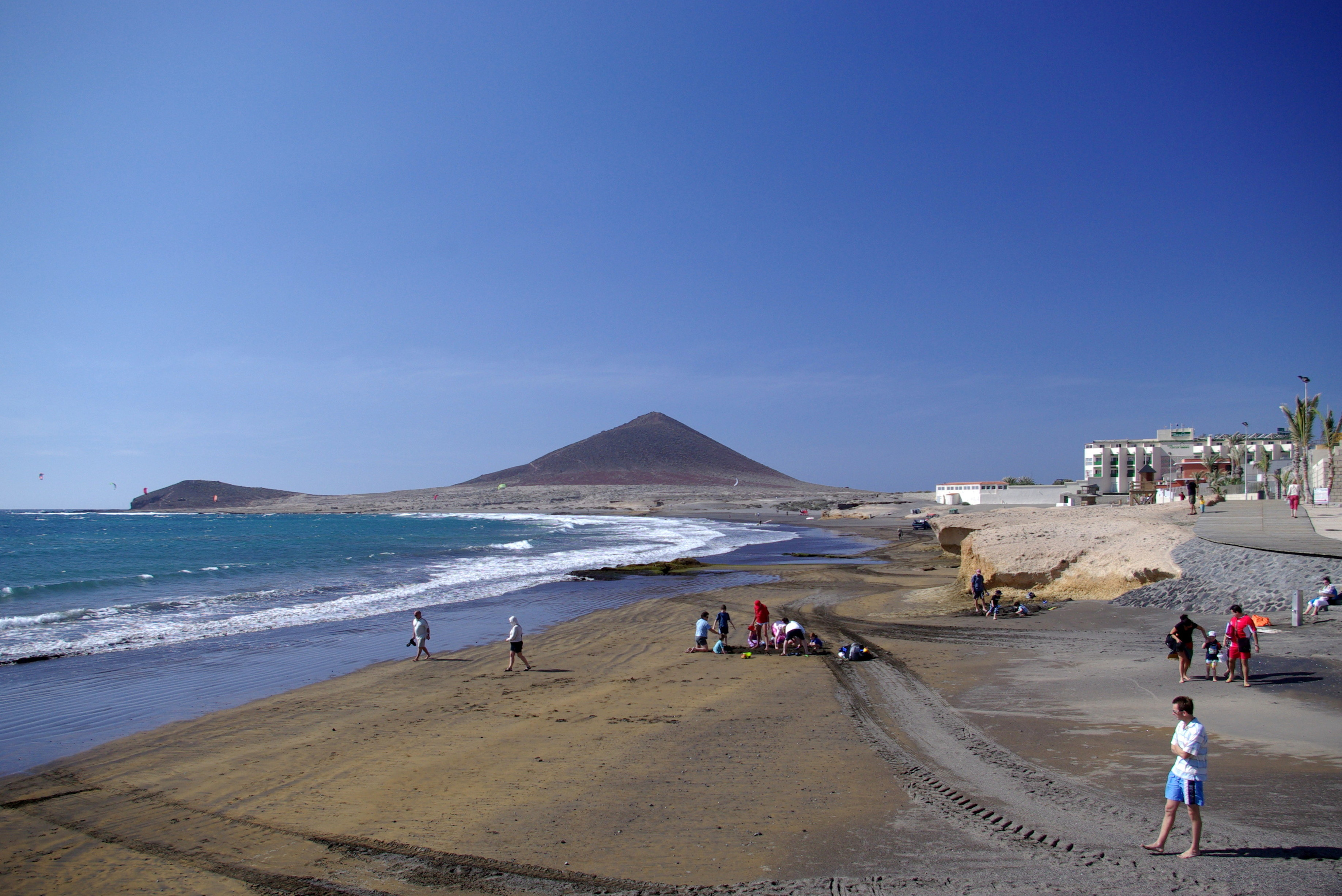
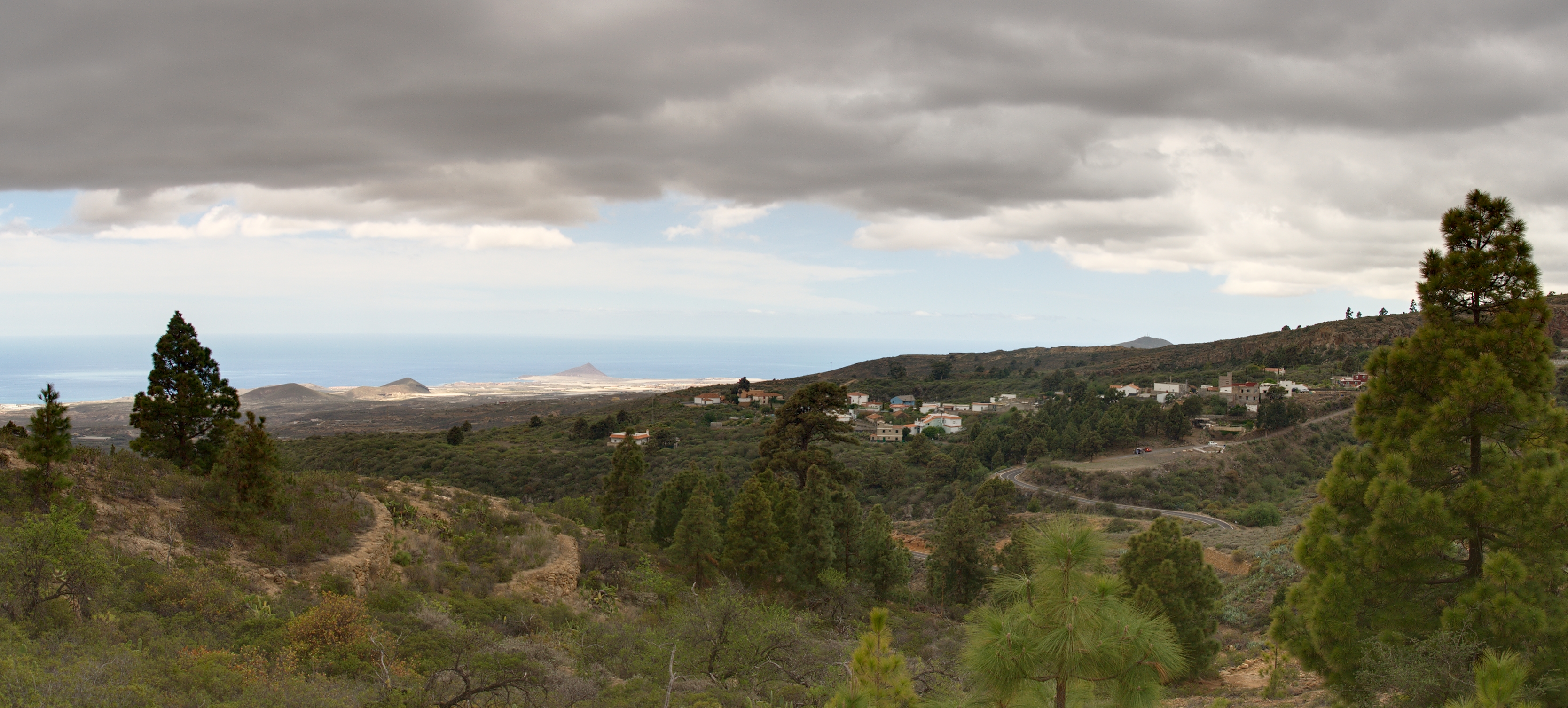
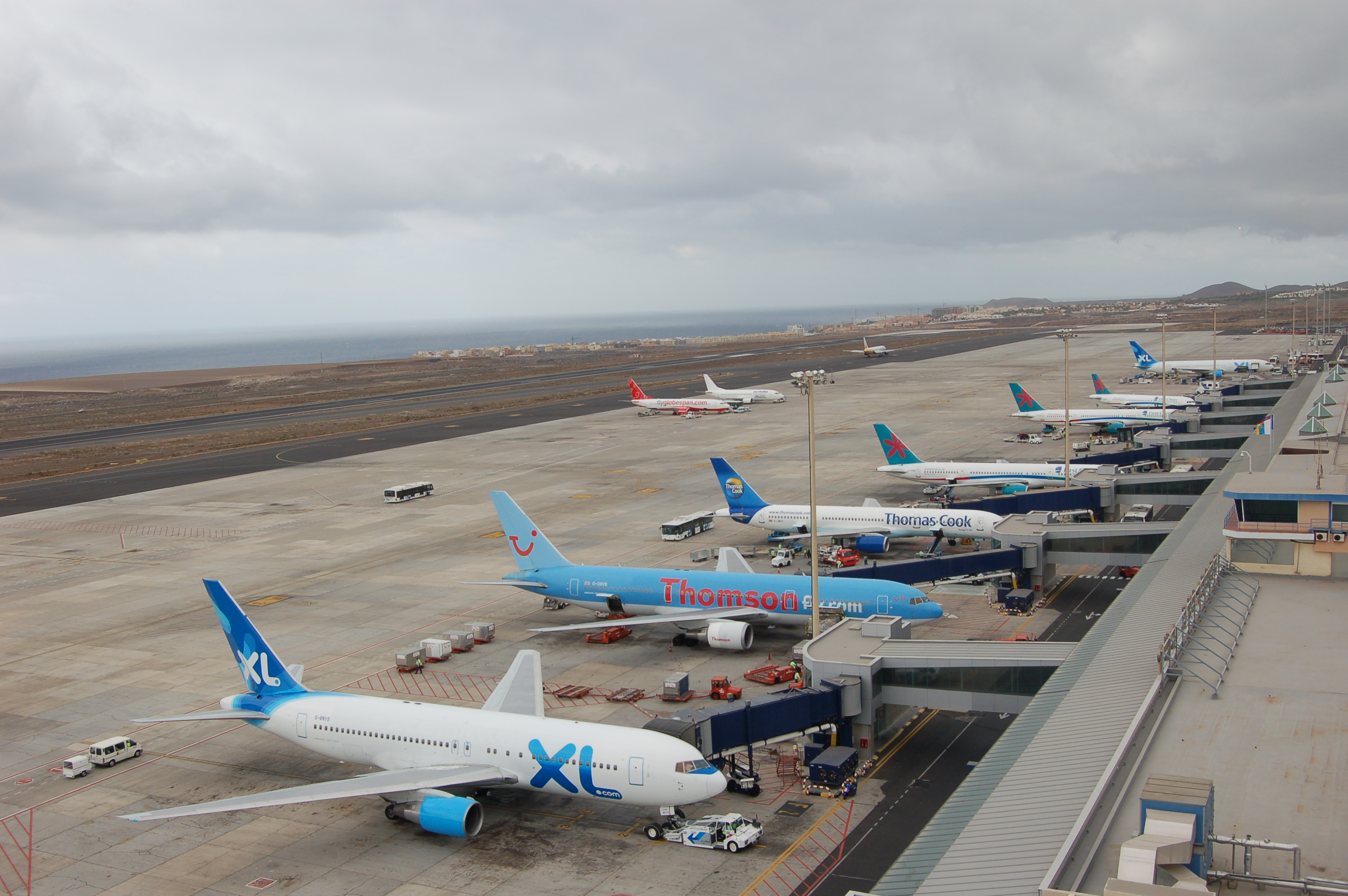
特内里费南部机场
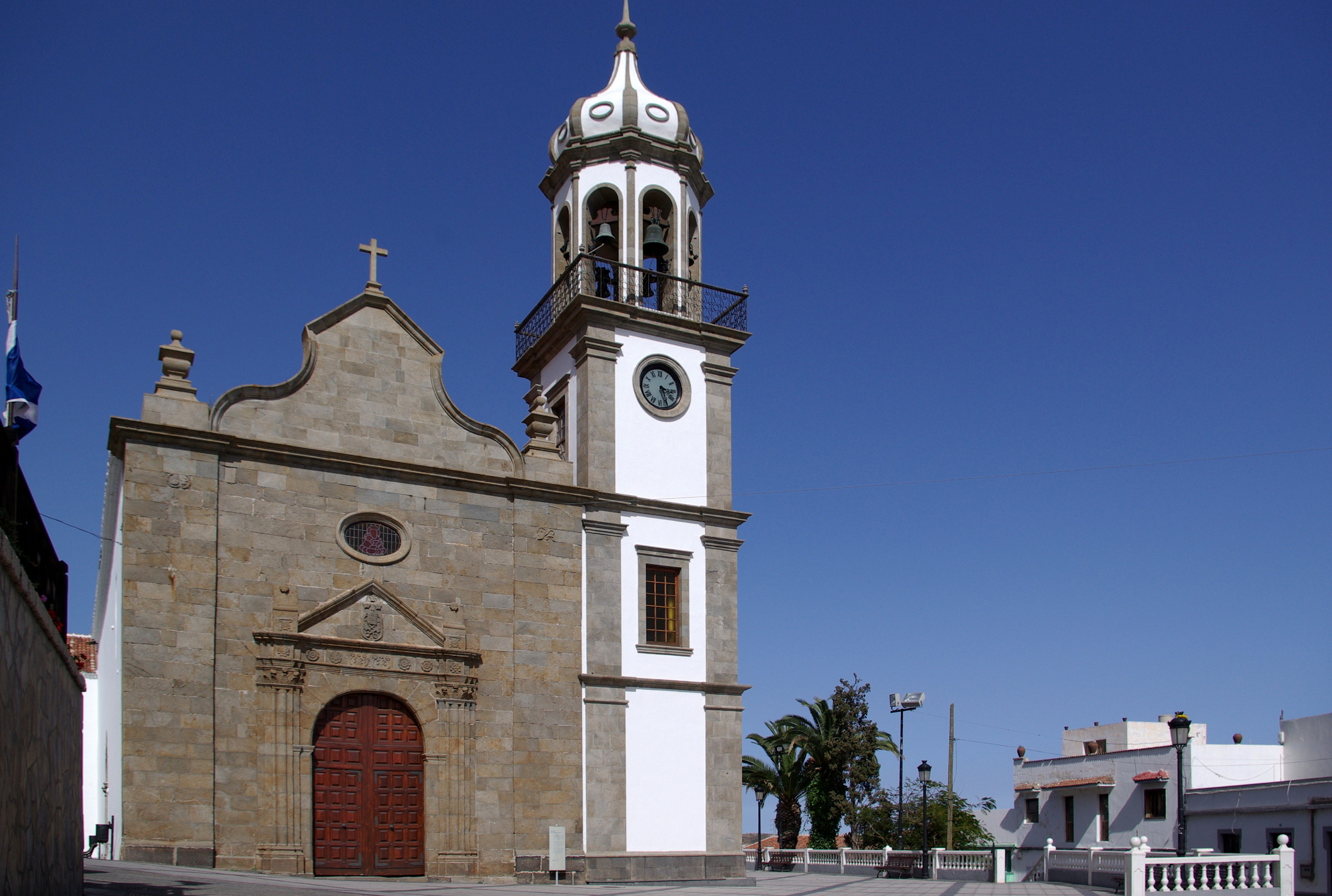
教堂，属于特内里费教区
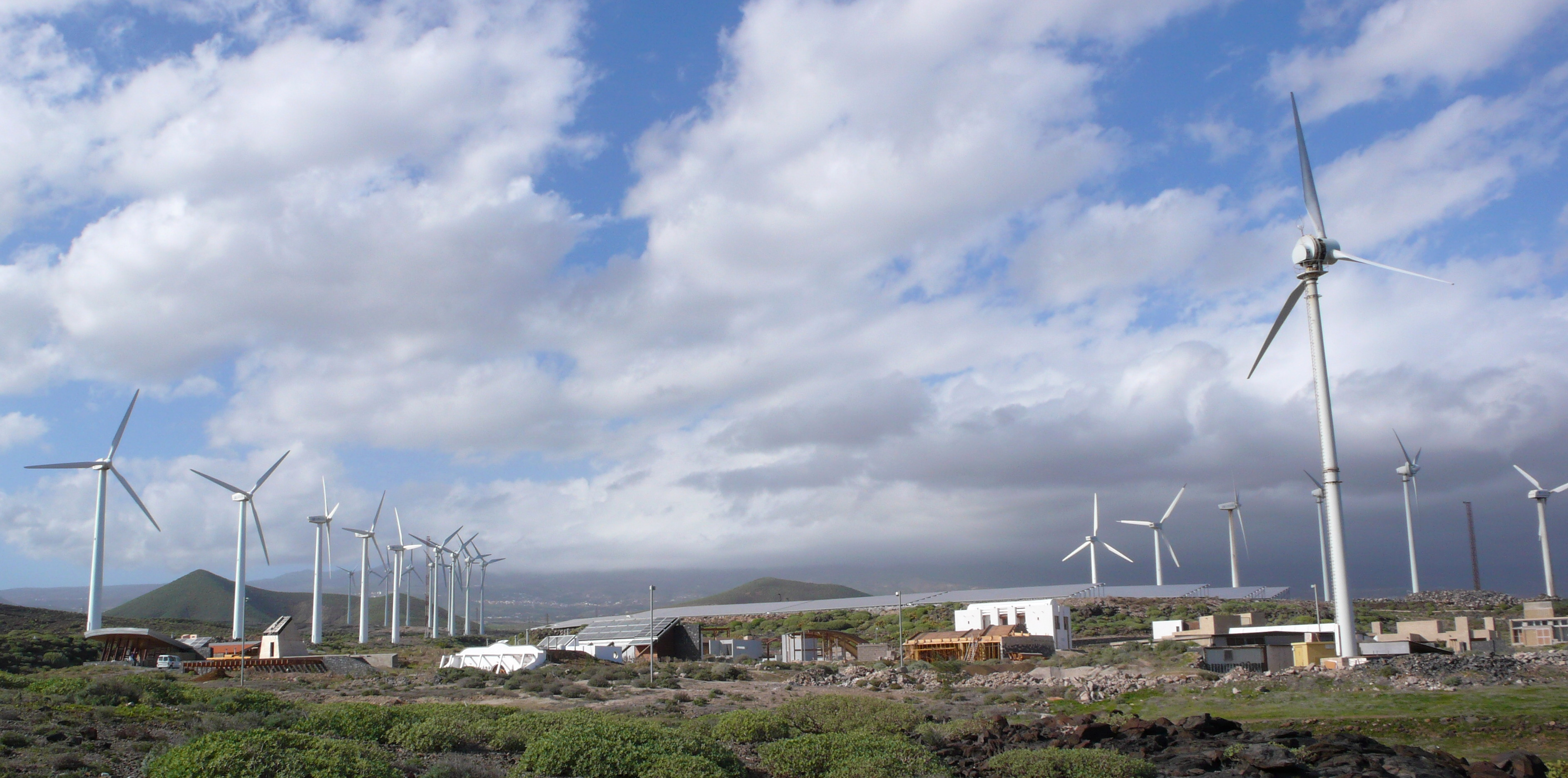
风力发电厂